# Casarza Ligure

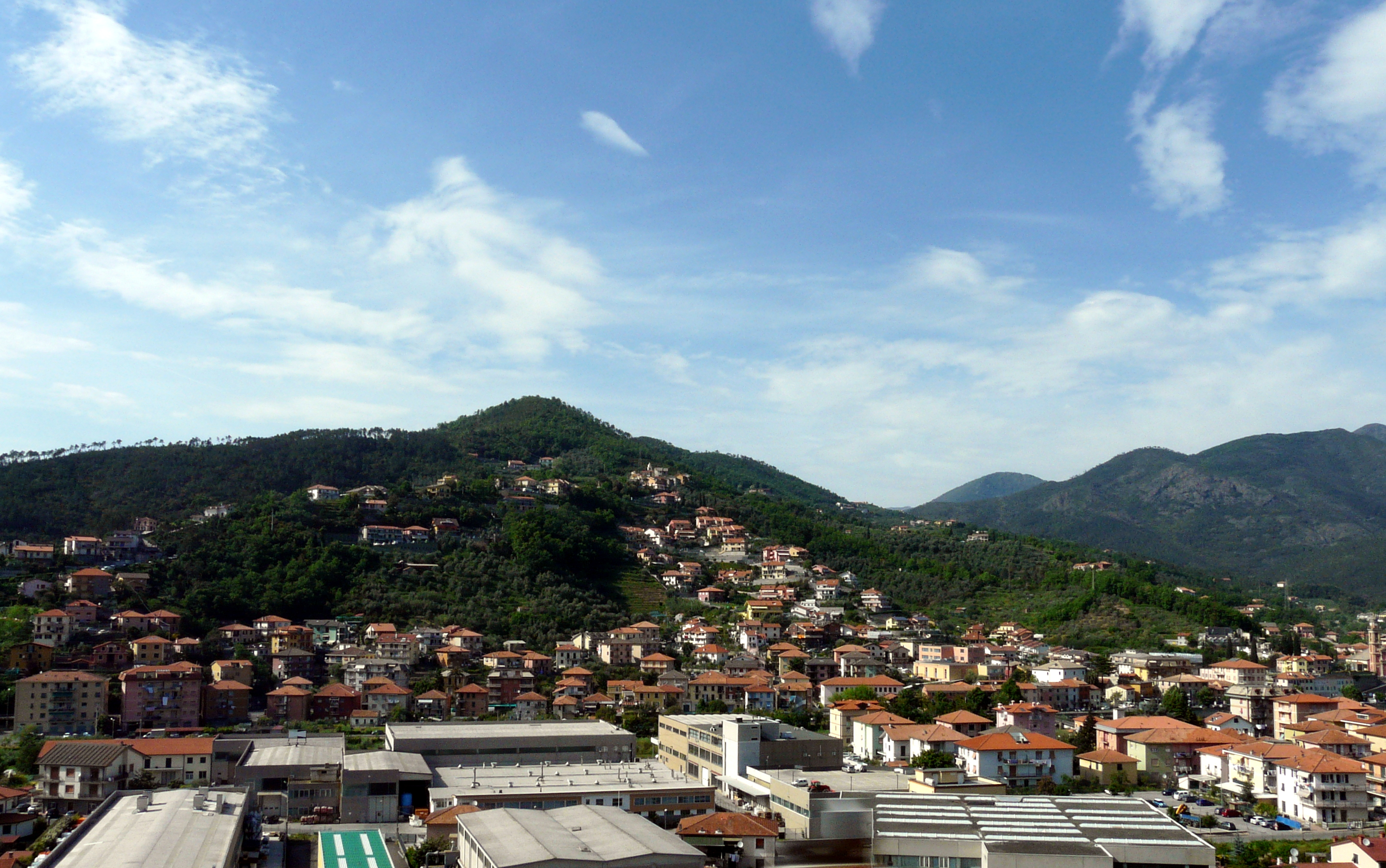
Vista de Casarza Ligure

Casarza Ligure es una localidad y comune italiana de la provincia de Génova, región de Liguria, con 6.675 habitantes.

## Evolución demográfica
| Gráfica de evolución demográfica de Casarza Ligure entre 1861 y 2001 |
|                                                                      |
| Fuente ISTAT - elaboración gráfica de Wikipedia                      |